# 町田市立町田第六小学校
町田市立町田第六小学校（まちだしりつまちだだいろくしょうがっこう）は、東京都町田市南大谷にある公立小学校。

## 沿革
- 1965年（昭和40年）
  - 4月1日 - 開校[1]
  - 6月1日 - 開校式を実施[1]